# Elezioni parlamentari in Belgio del 1949
Le elezioni parlamentari in Belgio del 1949 si tennero il 26 giugno per il rinnovo del Parlamento federale (Camera dei rappresentanti e Senato). In seguito all'esito elettorale, Gaston Eyskens, espressione del Partito Social-Cristiano/Partito Popolare Cristiano, divenne Primo ministro.

## Risultati

### Camera dei rappresentanti
| Liste                                               | Voti      | %     | Seggi |
| --------------------------------------------------- | --------- | ----- | ----- |
| Partito Social-Cristiano/Partito Popolare Cristiano | 2 190 895 | 43,55 | 105   |
| Partito Socialista Belga                            | 1 496 539 | 29,75 | 66    |
| Partito Liberale                                    | 767 180   | 15,25 | 29    |
| Partito Comunista del Belgio                        | 376 765   | 7,49  | 12    |
| Concentrazione Fiamminga                            | 103 896   | 2,07  | –     |
| Classi Medie                                        | 45 721    | 0,91  | –     |
| Partito Indipendente                                | 20 450    | 0,41  | –     |
| Union Commerçants                                   | 6 709     | 0,13  | –     |
| Nat Belg Verzameling                                | 6 077     | 0,12  | –     |
| Unité Walonne                                       | 5 852     | 0,12  | –     |
| Altri <0,10%                                        | 10 799    | 0,21  | –     |
| Totale                                              | 5 030 883 | 100   | 212   |

### Senato
| Liste                                               | Voti      | %     | Seggi |
| --------------------------------------------------- | --------- | ----- | ----- |
| Partito Social-Cristiano/Partito Popolare Cristiano | 2 208 553 | 44,96 | 54    |
| Partito Socialista Belga (PSB/BSP)                  | 1 410 135 | 28,71 | 33    |
| Partito Liberale                                    | 762 530   | 15,52 | 14    |
| Partito Comunista del Belgio                        | 377 209   | 7,68  | 5     |
| Concentrazione Fiamminga                            | 66 055    | 1,34  | –     |
| Classi Medie                                        | 37 302    | 0,76  | –     |
| Altri                                               | 50 048    | 1,02  | –     |
| Totale                                              | 4 911 832 | 100   | 106   |